# Чуднівська волость
Чуднівська волость — адміністративно-територіальна одиниця Житомирського та Полонського повітів Волинської губернії з центром у містечку Чуднів.
Станом на 1885 рік складалася з 31 поселення, 24 сільських громад. Населення — 15989 осіб (7784 чоловічої статі та 8205 — жіночої), 851 дворових господарств.
|                     | Площа, десятин | У тому числі орної, десятин |
| ------------------- | -------------- | --------------------------- |
| Сільських громад    | 9822           | 5394                        |
| Приватної власності | 44337          | 3074                        |
| Казенної власності  | 3841           | 173                         |
| Іншої власності     | 615            | 385                         |
| Загалом             | 58615          | 9026                        |

Основні поселення волості:
- Чуднів — колишнє власницьке містечко при річці Тетерів за 50 верст від повітового міста, 1300 осіб, 161 двір, православна церква, костел, синагога, 5 єврейських молитовних будинків, школа, богодільня, кілька лавок, 2 кузні, каретний завод, 6 ярмарків на рік. За 5 верст — цвинтар Пластовень з православною церквою. За 20 верст — скляний завод Брачки. За 20 верст — смоляний завод Шейки. За 20 верст — смоляний завод Фавстинівка. За 26 верст — скляний завод Соболівка. За 35 верст — чиншеве село Гута-Юстинівка з постоялим будинком та шкіряним заводом. За 35 верст — чиншеве село В'юнки з єврейським молитовним будинком, постоялим будинком, лавкою та 2 скляними заводами. За 36 верст — садиба Протівка з каплицею. За 41 версту — скляний завод Гута-Осічна.
- Дідківці — колишнє власницьке село при річці Тетерів, 400 осіб, 46 дворів, православна церква, школа, 2 постоялих будинки, пивоварний завод.
- Монастирок — колишнє власницьке село при річці Синявка, 23 особи, 2 двори, православна церква.
- Покостівка — колишнє власницьке село при річці Покостівка, 25 осіб, 4 двори, католицька каплиця.
- Сербинівка — колишнє власницьке село при безіменній річці, 1201 особа, 114 дворів, православна церква, каплиця, школа, 2 постоялих будинки.
- Ясногород — колишнє власницьке село при річці Лісна, 275 осіб, 48 дворів, православна церква, постоялий будинок.

У березні 1921 року волость включено до новоствореного Полонського повіту Волинської губернії.